# Cromeria
Cromeria ist eine Gattung sehr kleiner afrikanischer Süßwasserfische aus der Familie der Schlankfische (Kneriidae). Von den beiden Arten der Gattung lebt die Typusart Cromeria nilotica im Stromgebiet des oberen Weißen Nils im Südsudan und Westäthiopien und Cromeria occidentalis in Westafrika im Stromgebiet des oberen und mittleren Niger, des Benue und des oberen Volta sowie in anderen Flüssen von Guinea und Mali bis Kamerun und Tschad.

## Merkmale
Cromeria-Arten sind sehr kleine, neotenene, transparente und langgestreckte Fische von spindelförmiger Gestalt. Sie werden 2,9 bzw. 4,4 Zentimeter lang. Ihr Maul ist protraktil (vorstreckbar). Sie sind schuppenlos und besitzen kein Seitenlinienorgan auf dem Rumpf. Cromeria occidentalis hat jedoch Kanäle eines sensorischen Systems auf dem Kopf. Die kurze Rückenflosse befindet sich auf der hinteren Körperhälfte, die Bauchflossen stehen direkt unterhalb ihres Ansatzes (C. occidentalis) oder deutlich davor (C. nilotica).
- Flossenformel: Dorsale 9–10, Anale 7–10, Pectorale 6–9, Ventrale 6–7, Caudale 8+8 o. 9+9.
- Wirbel: 40–45.

## Arten
- Cromeria nilotica Boulenger, 1901
- Cromeria occidentalis Daget, 1954